# Estatua-menhir de Ca l'Estrada
La estatua-menhir de Ca l'Estrada es una estatua-menhir de 3500-2500 a. C., que fue descubierta en agosto de 2004 en el yacimiento de Ca l'Estrada (Canovellas, España). La pieza forma parte de la colección del Museo de Granollers.

## Etimología
Una estatua-menhir es una estatua esculpida sobre un menhir, o más de forma más precisa, un monumento megalítico formado por un solo bloque de piedra, esculpida en bulto redondo o en bajorrelieve, y que representa una figura humana, a menudo completada o reemplazada por grabados.
El personaje es representado en su totalidad o en parte sobre una de las caras del bloque. Una terminología más estricta debería reservar el término de estatua-menhir a una representación completa: cara, perfil y dorso. De forma más general, el término de estatua-menhir se utiliza para designar cualquier ejemplo de figura antropomorfa, aunque muchos autores especialistas son favorables a su uso exclusivo.

## Procedencia
En 2004 se iniciaron unas obras para construir la Ronda Norte en el municipio de Canovelles. A raíz de estas obras se descubrió el yacimiento arqueológico de Ca l'Estrada, donde se han encontrado restos de época prehistórica, antigua y medieval. Fue pues la primera estatua-menhir antropomorfa descubierta en Cataluña, en 2004. En cuanto fue recuperada se procedió a su conservación-restauración en el Centro de Restauración de Bienes Muebles de Cataluña.

## Descripción
Se trata de una escultura de una figura humana realizada sobre un pequeño menhir de 93 cm de altura del que se conservan sólo algunas caras esculpidas por encontrarse parcialmente fragmentada.
La estatua menhir de Ca l'Estrada está hecha de un bloque de gres rojo procedente de Figaró. En la cabeza se observan varias cazoletas o cúpulas esculpidas, que pueden ser la representación de la cabeza o estar hechas para encajar material perecedero. En el dorso se distinguen unas rayas finas y unos pliegues que corresponderían al cabello, un abrigo o una capa, y en el lado izquierdo hay una mano, un brazo y unas líneas verticales que se interpretan como un cetro o arma.
Si bien los diferentes elementos y motivos representados nos remiten a las estatuas-menhir del grupo de la Rouergue (Francia), las 4 cazoletas en la parte superior determinan un elemento distintivo de la zona. Este motivo se ha encontrado en otros dólmenes y menhires de Cataluña, se cree que tenían una función ritual probablemente relacionada con la recogida de agua de lluvia.

## Menhires similares

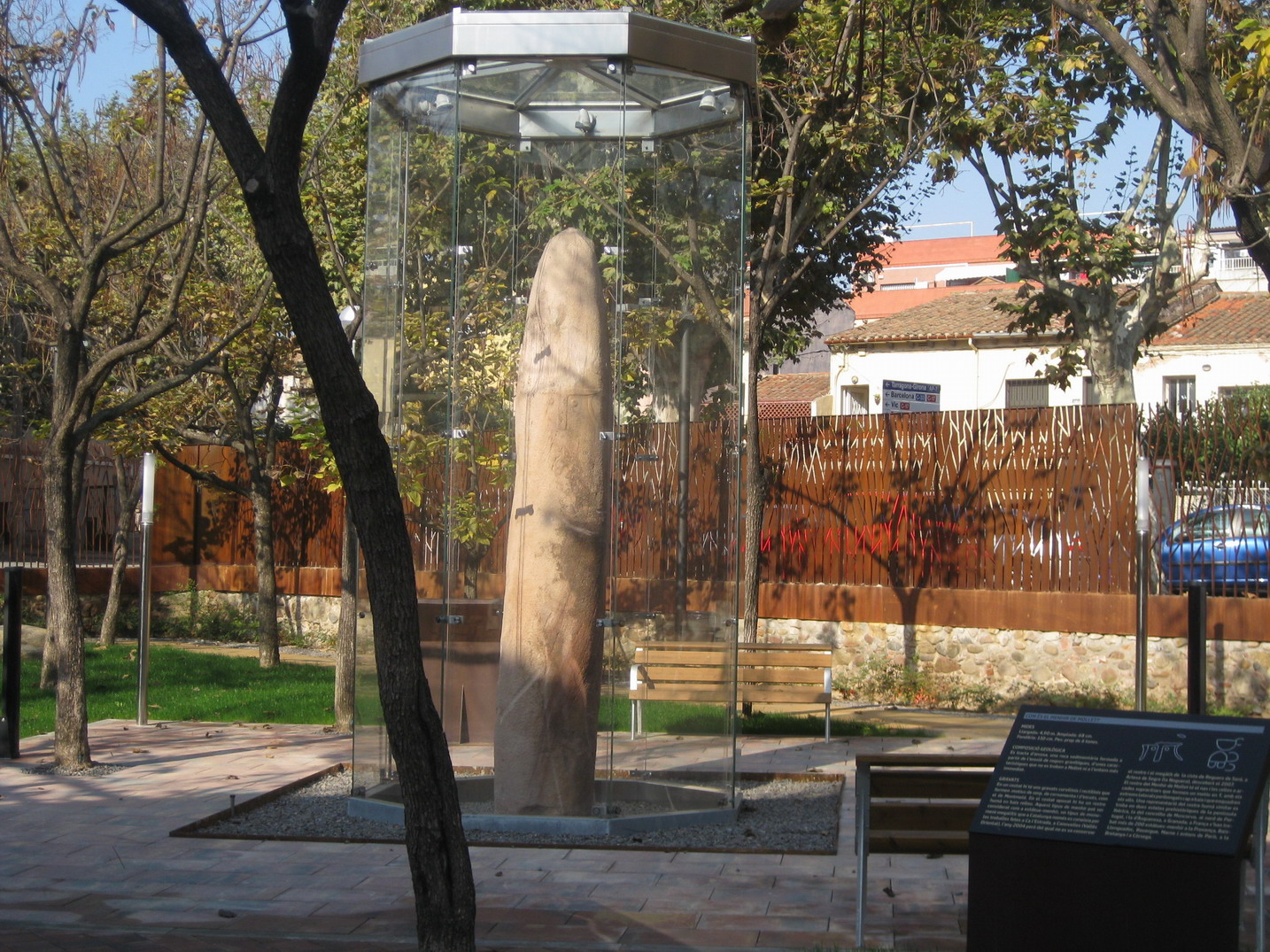
Menhir del Pla de les Pruneres, actualmente en el Parque Can Mula de Mollet del Vallés

Ésta fue la primera estatua-menhir antropomorfa descubierta en Cataluña, en 2004. Posteriormente se han encontrado otras, en 2006 se encontraría una segunda estatua similar en Serós (Artesa de Segre) y en 2009, el menhir de Mollet, uno mucho mayor en el Pla de les Pruneres de Mollet del Vallés, con cerca de 5 metros de alto y 6 toneladas de peso.
En cuanto a otros menhires similares en Cataluña, también destacan:
- la Pedra Llarga de Palau de Plegamáns
- la Pedra Serrada de Parets
- la Pedra de Llinars
- la Pedra de Montmeló
- el Menhir de Castellruf de Santa María de Martorellas de Arriba[2]

## Exposición
Aunque forma parte del fondo del Museo de Granollers, la obra se encuentra en depósito en la Generalidad de Cataluña. La pieza se pudo ver entre octubre de 2011 y octubre de 2012 en el Espai Obert del Museo de Granollers.
Una réplica de la estatua menhir también se exhibe en el equipamiento cultural de Can Palots en Canovellas.